# Frank Sinatra Jr.
Frank Sinatra Jr., rodným jménem Francis Wayne Sinatra, (10. ledna 1944 – 16. března 2016) byl americký zpěvák. Narodil se v Jersey City jako druhý potomek (a jediný syn) zpěváka Franka Sinatry a jeho první manželky Nancy Barbato. Jeho starší sestrou je zpěvačka Nancy Sinatra a mladší Tina Sinatra. V roce 1963, ve svých devatenácti letech, byl unesen. Propuštěn byl poté, co jeho otec zaplatil výkupné ve výši 240 000 amerických dolarů. Ve stejné době se stal členem doprovodné skupiny hudebníka Sama Donahua. Roku 1989 nazpíval píseň „Wedding Vows in Vegas“ z alba What Up, Dog? kapely Was (Not Was). V roce 1994 nazpíval duet se svým otcem – píseň „My Kind of Town“ vyšla na albu Duets II. V lednu 2006 podstoupil operaci rakoviny prostaty. Zemřel na srdeční zástavu ve věku 72 let.